# براويت وونغسوان
براويت وونغسوان (مواليد 11 أغسطس 1945) هو سياسي تايلندي شغل منصب وزير الدفاع في الفترة من أغسطس 2014 حتى يوليو 2019. 